# Bythinella moulinsii
Bythinella moulinsii is een slakkensoort uit de familie van de Hydrobiidae. De wetenschappelijke naam van de soort is voor het eerst geldig gepubliceerd in 1849 door Dupuy.